# 亨利·提密安卡
亨利·提密安卡（1906年11月19日—1992年11月7日），波兰裔美国小提琴家，指挥家和音樂教育者。

## 生平

### 早年
提密安卡出生於蘇格蘭格里诺克一個猶太裔波蘭人的移民家庭。提密安卡的早年教育階段陸續同多人學習，包括：卡雷爾·布利茨（Carel Blitz，1915–23年）、威利·赫斯（1923–24年）、儒勒·布胥里（1924–26年）等，之後則進入費城柯蒂斯音樂學院就讀，拜師弗莱什·卡罗伊習琴。起初，他的音樂視野略顯狹隘，弗莱什評價這位學生：「一流的技術，為人有些倦惰。」（1927年語）「對人性的領悟還趕不上音樂上的成長，這點只能留待時間了。」（1928年語）不過，隨著他的用功與累積，提密安卡漸漸成長為弗莱什眼中理想的演奏家、音樂家。這段期間，提密安卡的演奏亦受伊萨伊、蒂博、胡伯曼等人影響、啟發。此外，他向阿圖爾·羅津斯基學習指揮，並成為柯蒂斯最早取得指揮專業的畢業生之一。

### 職業生涯
1928年，提密安卡在紐約完成初登場，《紐約時報》讚為「多年未見的完美演出」。這之後，提密安卡返回歐洲，在各個主要國家巡迴演出，很快便穩固了當代最佳演奏者的名聲。與他合作的指揮包括：蒙特、巴比罗利、鮑爾特、莱纳、伍德、塞尔、克伦佩勒、米特罗普洛斯、斯坦伯格等一線指揮家。1935年，於维尼亚夫斯基国际小提琴比赛中位列第三。是年他與作曲家布里顿、普羅科菲耶夫、佛漢·威廉斯皆有來往。1936年，「提密安卡室內樂團」（Temianka Chamber Orchestra）在倫敦創立。1937–38年間，提密安卡短暫地擔任蘇格蘭國家管弦樂團首席小提琴一職，1941–42間則轉任匹茲堡交響樂團首席小提琴。之後，同許多當代音樂家一般，其職業生涯因二戰的發生而被迫中斷。
1945年，提密安卡與鋼琴家阿爾圖爾·巴爾薩姆在卡内基大厅共演。1946年，與倫納德·沙爾合作全本貝多芬小提琴與鋼琴奏鳴曲，於美國國會圖書館演出。同年，他創辦了帕格尼尼四重奏。在接下來的45年間，其演出場次超過3,000，足跡則遍佈卅國，當中的一大部分演出集中於洛杉磯地區。1960年，提密安卡擔任著名的奧海音樂節總監，並創設了加州室內樂團。1962年，他與艾萨克·斯特恩演出莫扎特《協奏交響曲》，提密安卡擔任中提琴獨奏。
教師身分的提密安卡擁有眾多門生，著名者包括：利奧·柏林（Leo Berlin，斯德哥爾摩愛樂樂團的首席小提琴）、妮娜·博德納（Nina Bodnar，1982年蒂博國際小提琴大賽首獎）等人。晚年的提密安卡持續在美國及海外學校講學，他於加利福尼亞大學聖塔芭芭拉分校、長灘州立學院（後來的加州州立大学长滩分校）皆有教職。
1992年，提密安卡於洛杉磯逝世，享年85。

## 作品

### 商業錄音
提密安卡灌錄的錄音橫跨LP與CD年代，當中又以室內樂作品為大宗：维尼亚夫斯基、舒伯特、舒曼、席曼诺夫斯基、萨拉萨蒂、聖桑、阿连斯基、西贝柳斯、布里奇、拉罗、丹第、杜卡、格里格、德弗乍克、柴可夫斯基、貝多芬、海頓、莫扎特、布里顿、德彪西、拉威爾、希纳斯特拉、勃拉姆斯等人的作品皆在列，可見其曲目跨度之廣。
此外，提密安卡也曾客串管弦樂演奏，於1941年與莱纳、皮亚季戈尔斯基合作理查德·施特劳斯交響詩《唐吉訶德》。

### 著述
提密安卡亦是一名筆健的作家，在各類期刊如《Instrumentalist》、《The Strad》、《讀者文摘》、《立體聲評論》、《音樂美國》（Musical America）等刊物所發表的文章與評論，推估超過100篇之多。
1973年，自傳《面向音樂》（Facing the Music）出版。

## 獲獎與榮譽
- 留聲機唱片獎，1947年（演奏貝多芬《拉祖莫夫斯基》四重奏）
- 傑出教師獎，美國弦樂教師協會，1970年
- 楊百翰大學「富蘭克林·哈里斯獎」（Franklin S. Harris Fine Arts Award），1977年
- 法國二等藝術與文學勳章（Officier des Arts et des Lettres），1979年
- 榮譽博士，佩珀代因大學，1986年
- 傑出貢獻獎，美國弦樂教師協會，1989年

此外，2017年3月3日，「亨利·提密安卡檔案館」（Henri Temianka Archives）在查普曼大學正式營運，館藏包括逾3,700封書信、相片、節目單等書面檔案。2018年，加利福尼亞大學聖塔芭芭拉分校展開了提密安卡生前演奏影音的修復計畫，並設立了專屬的研究單位。

## 評價
無暇的技術、純淨的表現力、有力且兼具優雅的詮釋。—新格罗夫音乐与音乐家辞典，1980年

## 軼事
- 提密安卡的用琴包括1752年製的瓜達尼尼小提琴、1727年製的斯特拉迪瓦里「科希奧伯爵」（帕格尼尼四重奏時期使用）等名物。
- 戰時，由於其傑出的語言能力[i]，提密安卡於美國戰情辦公室（U.S. Office of War Information）擔任機敏文件的轉譯工作[7]。1941年，提密安卡成功自法國居尔斯的納粹集中營中營救其雙親，此次行動便得利於他在美國軍方的人脈，以及猶太移民救助協會（英语：HIAS）、國際友人的協助。相關的故事在提密安卡個人的第二本著作《Chance Encounters》中，有詳盡的圖文敘述（按：此書尚未正式出版）。

## 外部連結
- 亨利·提密安卡的Discogs页面（英文）
- 亨利·提密安卡在Allmusic上的頁面
- 亨利·提密安卡的書信與檔案，於加利福尼亚大学洛杉矶分校
- 查普曼大學的亨利·提密安卡檔案館 （页面存档备份，存于）（數位訪問）